# 貞斎泉晁
貞斎 泉晁（ていさい せんちょう 、文化9年〈1812年〉 - 没年不明）とは、江戸時代の浮世絵師。

## 来歴
渓斎英泉の門人。姓は不明、俗称は吉蔵。青蔦亭、素月園とも号す。江戸の人で霊岸島に住む。作画期は文政から弘化の頃にかけてで、錦絵の美人画と合巻の挿絵などを残している。

## 作品
- 『和歌三人由来』　合巻　※瀬川路考（五代目瀬川菊之丞）作、文政10年（1827年）刊行。最終丁に「英泉門人十六歳 貞斎泉晁画」とあり
- 『時話今桜野駒』　合巻　※松亭金水作、天保2年（1832年）刊行
- 『娘曽我振袖日記』　合巻　※墨春亭梅麿作、天保3年刊行
- 『坂東水滸伝』　人情本　※為永春水作、天保元年から天保2年にかけて刊行
- 「傾城泉流合　玉屋内小式部」　大判錦絵　東京都立図書館所蔵
- 「当世五人美女　極印千右衛門」　大判錦絵　東京都立図書館所蔵
- 「傾城五景の富士　姿海老屋内　姿野」　大判錦絵　早稲田大学演劇博物館所蔵
- 「仙女香引札　大黒とお福女」　江戸東京博物館所蔵
- 「素顔夏の富士」　大判錦絵　江戸東京博物館所蔵
- 「素顔夏の富士」　大判錦絵　国立劇場所蔵